# Ambrogio Bianchi
Ambrogio Bianchi, O.S.B., italijanski duhovnik, škof in kardinal, * 17. oktober 1771, Cremona, † 3. marec 1856, Rim.

## Življenjepis
6. aprila 1835 je bil povzdignjen v kardinala in pectore.
8. julija 1839 je bil ponovno povzdignjen v kardinala in imenovan za kardinal-duhovnika Santi Andrea e Gregorio al Monte Celio.